# Aptesis opaca
Aptesis opaca är en stekelart som först beskrevs av Joseph Augustine Cushman 1937.  Aptesis opaca ingår i släktet Aptesis och familjen brokparasitsteklar. Inga underarter finns listade.